# Sangue innocente
Sangue innocente (Blood of the Innocent) è un film del 1995 diretto da Bob Misiorowski.
È un film d'azione statunitense a sfondo thriller, incentrato su un criminale intento ad organizzare un commercio internazionale di organi con base in Varsavia. Fu girato e in parte prodotto in Polonia. Vede come protagonisti Thomas Ian Griffith, Artur Żmijewski e Bożena Szymańska. Il film vede altresì la partecipazione di John Rhys-Davies e di Rutger Hauer.

## Produzione
Il film, diretto da Bob Misiorowski su una sceneggiatura di Charles Cohen con il soggetto di Anatoly Niman, fu prodotto da Waldemar Dziki, Anatoly Fradis e Trevor Short per la Action Films, la Nu Image Films, la Republic Pictures e la Showtime Networks e girato a Varsavia in Polonia dal 1 agosto al 21 settembre 1994.

## Distribuzione
Il film fu distribuito negli Stati Uniti dal 19 settembre 1995 con il titolo Blood of the Innocent. Fu poi distribuito per l'home video anche con i titoli Beyond Forgiveness e AK-47: The Death Machine.
Alcune delle uscite internazionali sono state:
- in Svezia nell'aprile del 1995 (in anteprima)
- in Germania il 19 dicembre 1995 (Death Connection)
- in Polonia (Anioł smierci)
- in Grecia (O batsos apo to Chicago)
- in Francia (Off Limits)
- in Spagna (Sangre inocente)
- in Portogallo (Sem Perdão Possível)
- in Ungheria (Tűréshatáron túl)
- in Italia (Sangue innocente)

## Promozione
La tagline è: "Some must die so others can live".

## Critica
Secondo MYmovies "lo stile gangsteristico trasferito nell'Europa ex comunista non sortisce grandi effetti. ".